# حسناء خولالي
حسناء خولالي (1993، سلا) قارئة مغربية، حازت على عدة جوائز وطنية ودولية في تجويد القرآن.
احتلت المرتبة الأولى في مسابقة مواهب في تجويد القرآن الكريم التي نظمتها القناة الثانية سنة 2008، والمرتبة الثانية في فرع حفظ 5 أجزاء من القرآن الكريم بالطريقة المشرقية.
في 15 يوليو 2012 شاركت ممثلة المغرب في المسابقة الدولية للتجويد صنف سيدات في الدورة الـ54 التي نظمتها كوالالمبور، وحصلت على المركز الأول، بحصولها على 94% من لجنة التحكيم بترتيلها سورة الإسراء، قدمت لها ملكة ماليزيا الجائزة شخصياً.
وفي 15 أغسطس 2012 حظيت حسناء خولالي باستقبال من طرف الملك محمد السادس بمسجد محمد الخامس بطنجة، إحياء لليلة القدر . حيث سلمها هِبَة ملكية ومُصْحفا.
حاليا هي طالبة جامعية شعبة الدراسات الإسلامية.